# (5212) 1989 SS
(5212) 1989 SS là một tiểu hành tinh vành đai chính. Nó được phát hiện bởi Seiji Ueda và Hiroshi Kaneda ở Kushiro, Hokkaidō, ngày 29 tháng 9 năm 1989.